# Litinová kašna (Karviná)
Litinová kašna stojí uprostřed Masarykova náměstí v katastrálním území Karviná-město v místní části Fryštát v okrese Karviná. Kašna je kulturní památkou České republiky.

## Historie
Uprostřed náměstí byla vodní dřevěná nádrž z 16. století, která byla vyzděna v roce 1539 vlašskými zedníky. V roce 1793 byla postavena nová zděná nádrž, do které byla přiváděna stále tekoucí voda ze studny Pod Lipami v Ráji. V místě vodní nádrže byla v roce 1900 postavena nová litinová kašna podle výkresu č. 1416 firmy Georga Wirtha z Vídně. Montáž provedl montér firmy Wirth-Georg Meurem a instalatérské práce provedl pan Spangarc z Těšína. V roce 1983 byla restaurována a zlacena.

## Popis
Historizující kašna je dominantou fryštátského náměstí. V kruhové pískovcové nádrži o průměru sedm metrů s profilovaným kamenným zábradlím na kamenném podstavci stojí litinová fontána o výšce pěti metrů. Na podstavci je umístěna datace 1900 a bronzový znak města Karviné. Na společné noze jsou nad sebou umístěny dvě nahoru zužující se zdobené mísy. Dolní mísa má průměr cca 3,7 m a horní má průměr dva metry. Spodní část litinové fontány zdobí plastiky delfínů, ve střední části nad dolní mísou je čtveřice puttů, kteří znázorňují čtyři roční období. Vrchol fontány ukončuje zlacená růžice. Fontána je bohatě zdobená pásy rostlinných rozvilin, věnci, volutami, vejcovci, perlovci ap. Z mís vytéká voda lvími hlavami.

## Galerie

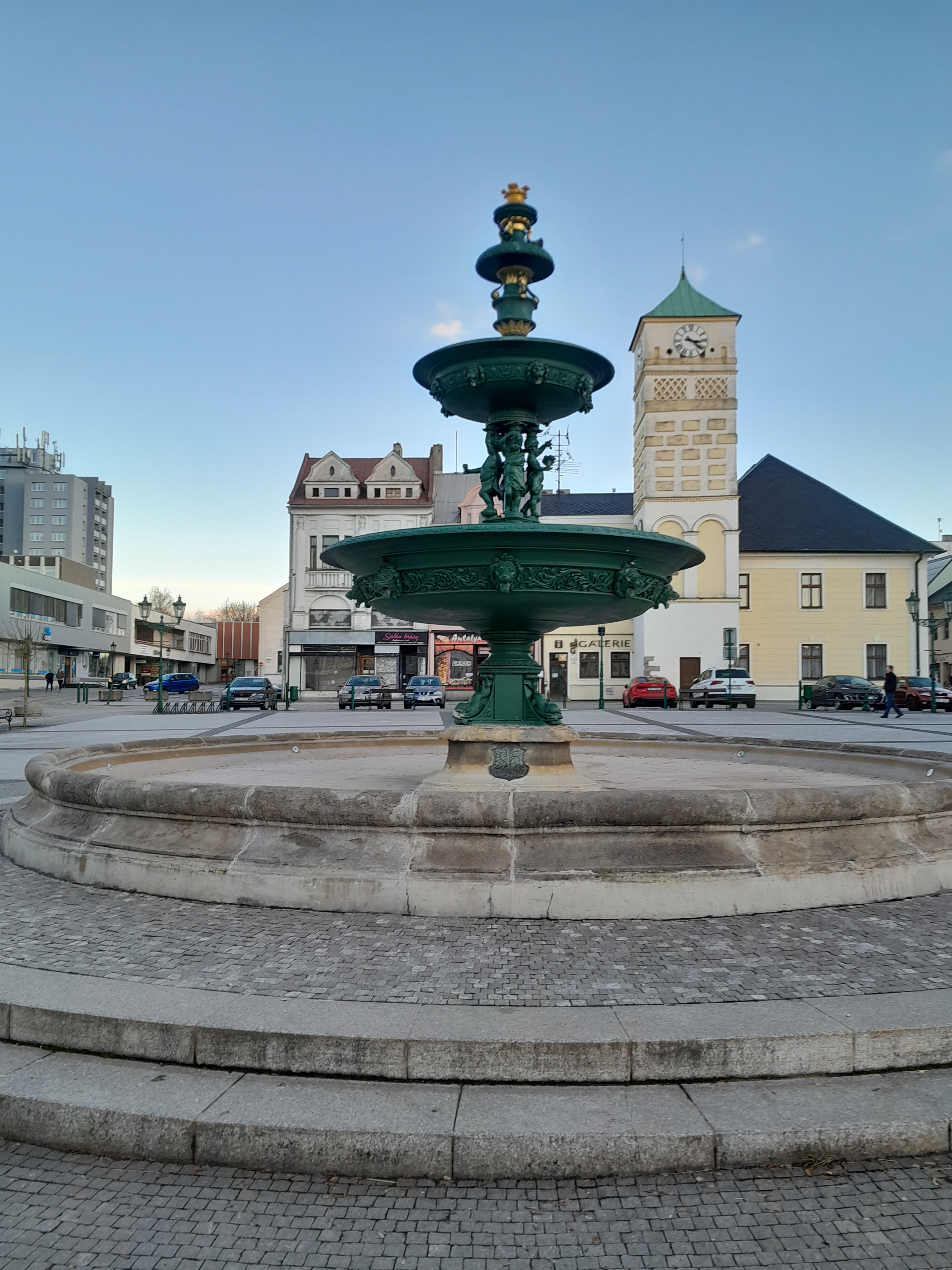
Kašna
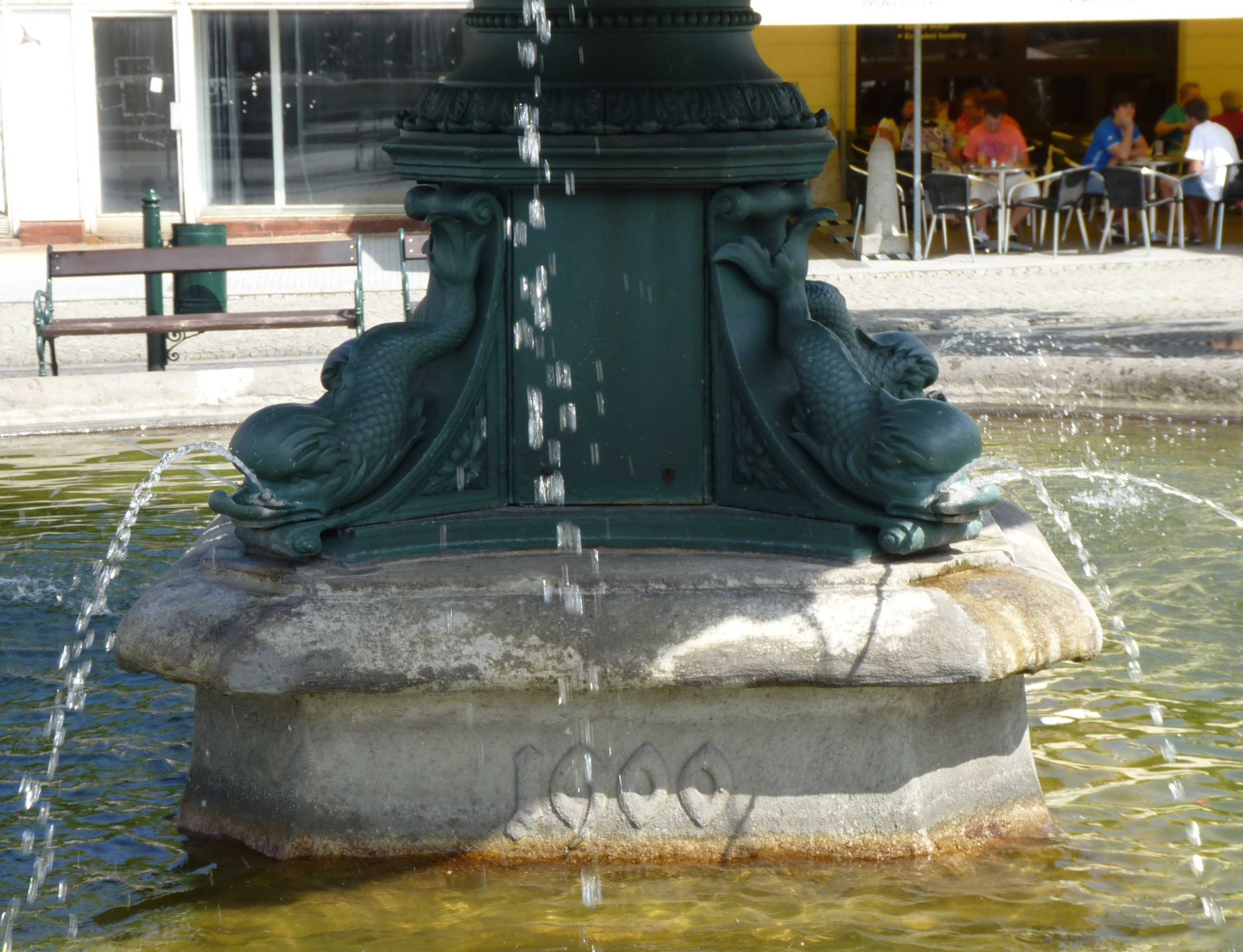
Pata s datací a delfíny
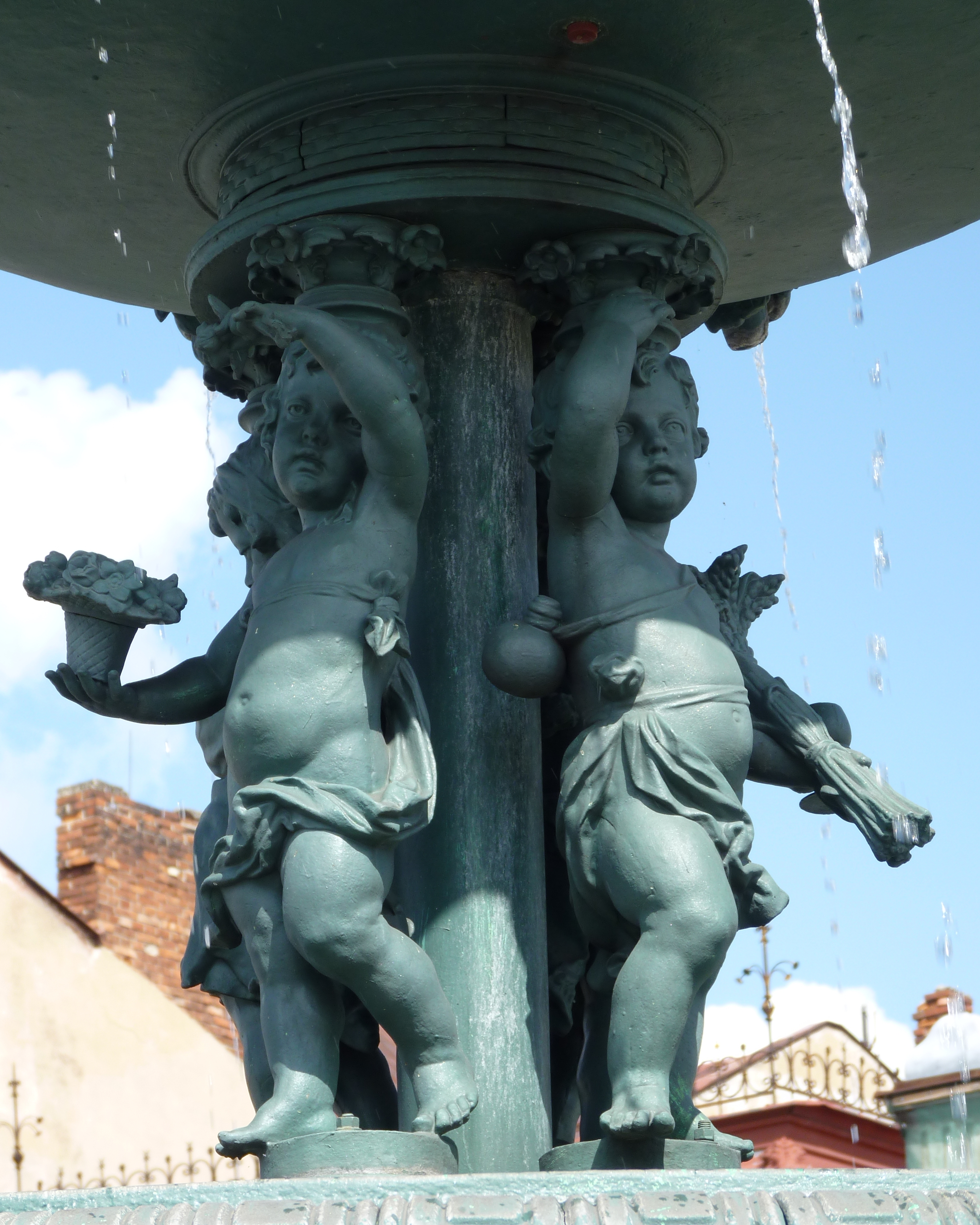
Putti
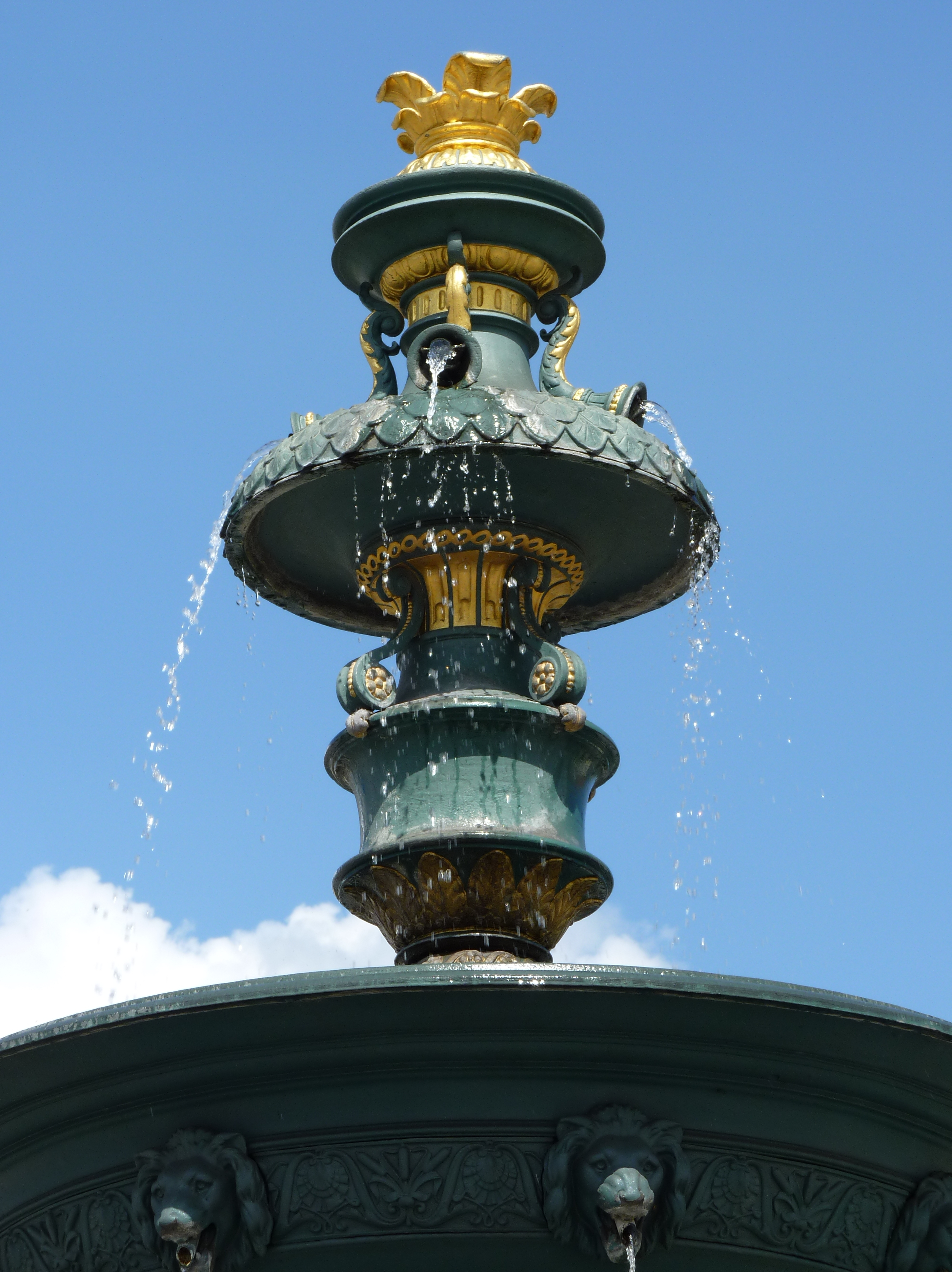
Zlacená horní část
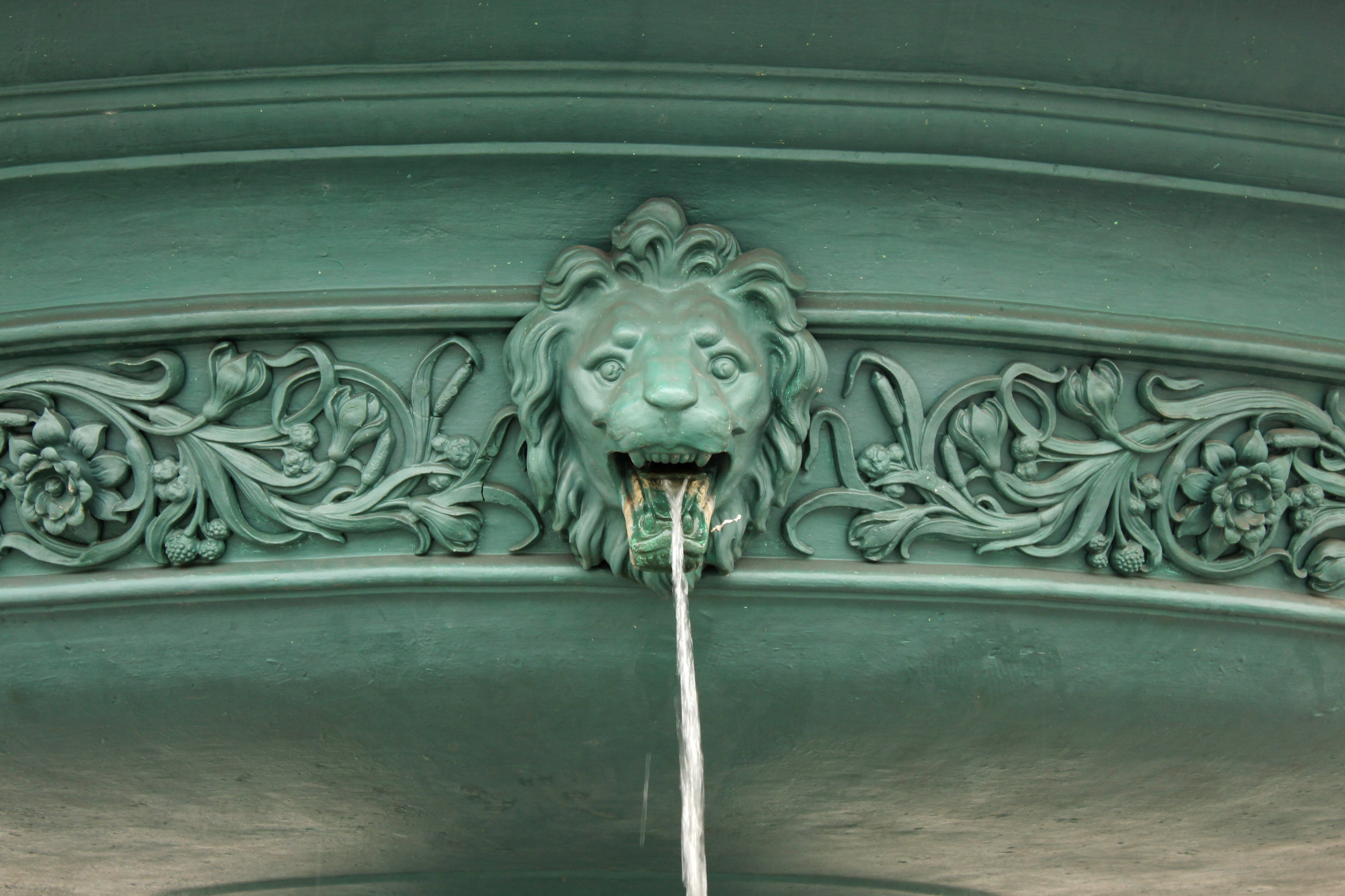
Chrlící lví hlava
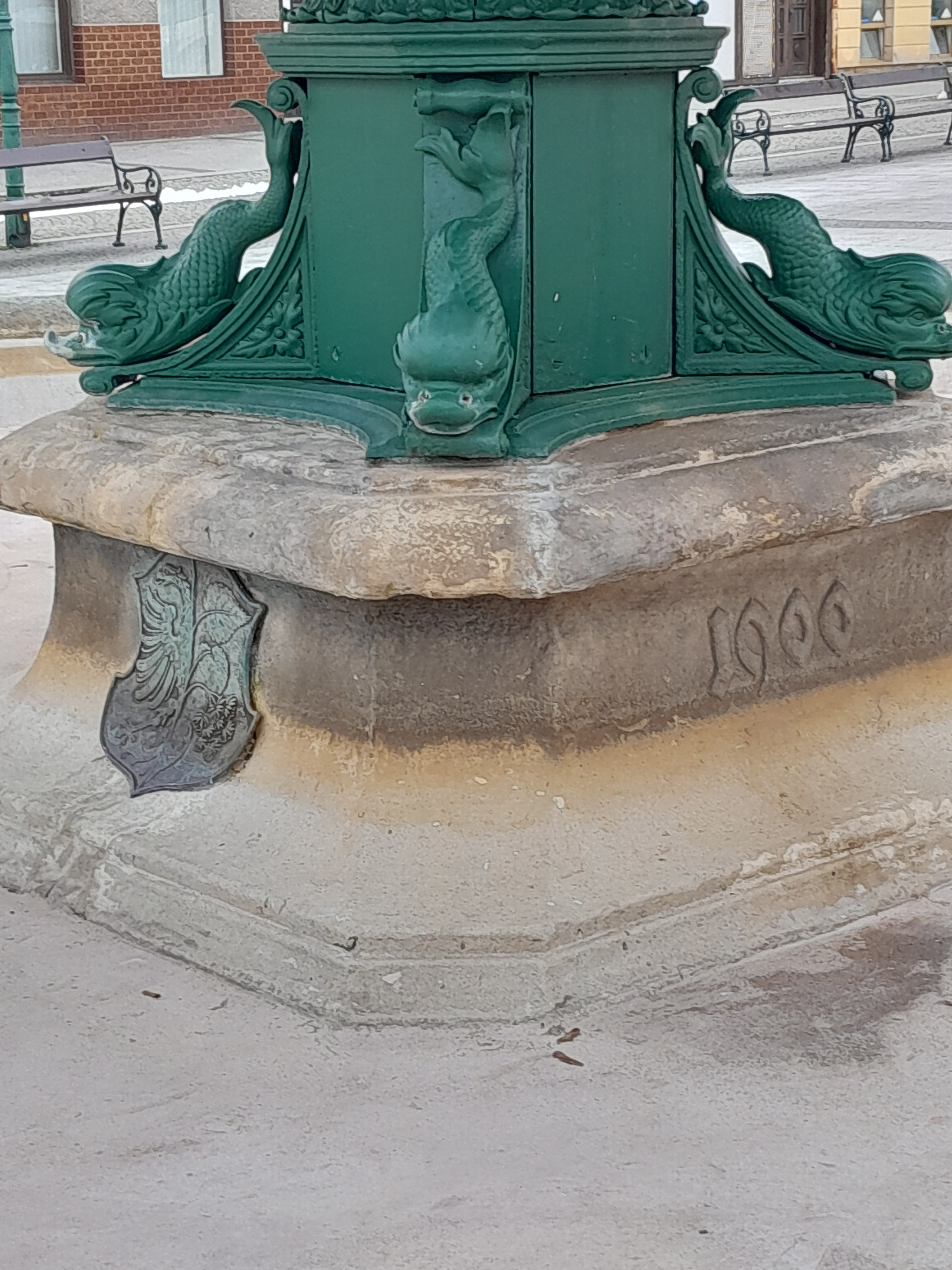
Znak a datum